# М'янма на літніх Олімпійських іграх 2024
М'янма брала участь у літніх Олімпійських іграх 2024 в Парижі, які тривали з 26 липня по 11 серпня 2024 року. Ця Олімпіада стала загалом дев'ятнадцятою участю країни в літніх Олімпійських іграх після дебюту на літніх Олімпійських іграх 1948 року під назвою Бірма, за виключенням літніх Олімпійських іграх 1976 року. М'янма не здобула жодної медалі на літніх Олімпійських іграх 2024 року, та й загалом не здобувала медалей за час участі в Олімпійських іграх.

## Спортсмени
Країну на Олімпійських іграх 2024 року представляли 2 спортсмени — 1 в бадмінтоні та 1 у плаванні, з них 1 чоловік і 1 жінка.
У бадмінтоні країну представляла одна спортсменка. Учасниця літніх Олімпійських ігор 2020 року Тхет Хтар Тузар забезпечила собі місце на Олімпійських іграх 2024 року після публікації рейтингу кваліфікації на олімпійський турнір Всесвітньої федерації бадмінтону. На Іграх спортсменка виступала в жіночому одиночному розряді. На груповому етапі Тхет поступилася японці Акане Ямагуті з рахунком 12–21 і 10–21, та канадці Мішель Лі з рахунком 16–21 і 23–25, та не пробилась до наступного етапу змагань.
Уперше з Олімпійських ігор 2016 року у змаганнях брав участь плавець із М'янми. На змаганнях країну представляв Пхоне П'яе Хан, який брав участь у змаганнях з плавання на 100 метрів вільним стилем серед чоловіків. У попередньому запливі спортсмен із М'янми показав лише загальний 73-й час із результатом 55,56 с, та не потрапив до фінального запливу.